# Davoud Fanaei
Davoud Fanaei (pers. داوود فنایی; Tehran, 19 gennaio 1975) è un ex calciatore iraniano, di ruolo portiere.

## Carriera
Ha sempre giocato nel campionato iraniano, che ha vinto 3 volte.

### Nazionale
Con la maglia della nazionale ha preso parte alla Coppa d'Asia 2000.

## Palmarès

### Club

#### Competizioni nazionali
- Campionato iraniano: 6

Persepolis: 1998-99, 1999-00, 2001-02